# Countrywide Classic 2000 - Qualificazioni singolare
Le qualificazioni del singolare  del Countrywide Classic 2000 sono state un torneo di tennis preliminare per accedere alla fase finale della manifestazione. I vincitori dell'ultimo turno sono entrati di diritto nel tabellone principale. In caso di ritiro di uno o più giocatori aventi diritto a questi sono subentrati i lucky loser, ossia i giocatori che hanno perso nell'ultimo turno ma che avevano una classifica più alta rispetto agli altri partecipanti che avevano comunque perso nel turno finale.
Le qualificazioni del torneo Countrywide Classic 2000 prevedevano 32 partecipanti di cui 4 sono entrati nel tabellone principale.

## Teste di serie
1. Gouichi Motomura (Qualificato)
2. Neville Godwin (Qualificato)
3. Alex O'Brien (ultimo turno)
4. Lionel Roux (ultimo turno)

1. Paul Kilderry (Qualificato)
2. Scott Draper (Qualificato)
3. Maxime Boye (primo turno)
4. Zack Fleishman (secondo turno)

## Qualificati
1. Gouichi Motomura
2. Neville Godwin

1. Paul Kilderry
2. Scott Draper

## Tabellone

### Legenda
| - Q = Qualificato - WC = Wild card - LL = Lucky loser | - ALT = Alternate - SE = Special Exempt - PR = Protected Ranking | - w/o = Walkover - r = Ritirato - d = Squalificato |

### Sezione 1
|  | Primo turno     | Primo turno      | Primo turno      | Primo turno | Primo turno |  |  | Secondo turno | Secondo turno    | Secondo turno    | Secondo turno   | Secondo turno   |   |   | Ultimo turno | Ultimo turno     | Ultimo turno     | Ultimo turno | Ultimo turno |  |
|  |                 |                  |                  |             |             |  |  |               |                  |                  |                 |                 |   |   |              |                  |                  |              |              |  |
|  | 1               | Gouichi Motomura | Gouichi Motomura | 6           | 6           |  |  |               |                  |                  |                 |                 |   |   |              |                  |                  |              |              |  |
|  |                 | Marius Barnard   | Marius Barnard   | 2           | 3           |  |  | 1             | Gouichi Motomura | Gouichi Motomura | 6               | 4               |   |   |              |                  |                  |              |              |  |
|  | Patrick Osuna   | Patrick Osuna    | Patrick Osuna    | 6           | 6           |  |  |               | Patrick Osuna    | Patrick Osuna    | 3               | 0r              |   |   |              |                  |                  |              |              |  |
|  | Cory Guy        | Cory Guy         | Cory Guy         | 4           | 2           |  |  |               |                  |                  |                 |                 |   |   | 1            | Gouichi Motomura | Gouichi Motomura | 6            | 7            |  |
|  | Scott Humphries | Scott Humphries  | Scott Humphries  | 6           | 7           |  |  |               |                  |                  | Scott Humphries | Scott Humphries | 1 | 5 |              |                  |                  |              |              |  |
|  | Jeff Williams   | Jeff Williams    | Jeff Williams    | 4           | 5           |  |  |               | Scott Humphries  | 6                | 4               | 6               |   |   |              |                  |                  |              |              |  |
|  | 8               | Zack Fleishman   | 3                | 6           | 6           |  |  | 8             | Zack Fleishman   | 2                | 6               | 1               |   |   |              |                  |                  |              |              |  |
|  |                 | Danny Westerman  | 6                | 4           | 0           |  |  |               |                  |                  |                 |                 |   |   |              |                  |                  |              |              |  |

### Sezione 2
|  | Primo turno   | Primo turno    | Primo turno    | Primo turno | Primo turno |  |  | Secondo turno  | Secondo turno  | Secondo turno  | Secondo turno  | Secondo turno  |   |   | Ultimo turno | Ultimo turno   | Ultimo turno   | Ultimo turno | Ultimo turno |  |
|  |               |                |                |             |             |  |  |                |                |                |                |                |   |   |              |                |                |              |              |  |
|  | 2             | Neville Godwin | Neville Godwin | 6           | 6           |  |  |                |                |                |                |                |   |   |              |                |                |              |              |  |
|  |               | Nicolás Todero | Nicolás Todero | 0           | 3           |  |  | 2              | Neville Godwin | Neville Godwin | 6              | 6              |   |   |              |                |                |              |              |  |
|  | Dejan Đokić   | Dejan Đokić    | 6              | 3           | 7           |  |  |                | Dejan Đokić    | Dejan Đokić    | 1              | 2              |   |   |              |                |                |              |              |  |
|  | Phillip Sheng | Phillip Sheng  | 3              | 6           | 65          |  |  |                |                |                |                |                |   |   | 2            | Neville Godwin | Neville Godwin | 6            | 6            |  |
|  | Mark Loughrin | Mark Loughrin  | Mark Loughrin  | 6           | 7           |  |  |                |                |                | Vincent Mackey | Vincent Mackey | 2 | 1 |              |                |                |              |              |  |
|  | Steve Berke   | Steve Berke    | Steve Berke    | 4           | 5           |  |  | Mark Loughrin  | Mark Loughrin  | Mark Loughrin  | 2              | 3              |   |   |              |                |                |              |              |  |
|  |               | Vincent Mackey | 5              | 7           | 6           |  |  | Vincent Mackey | Vincent Mackey | Vincent Mackey | 6              | 6              |   |   |              |                |                |              |              |  |
|  | 7             | Maxime Boye    | 7              | 64          | 2           |  |  |                |                |                |                |                |   |   |              |                |                |              |              |  |

### Sezione 3
|  | Primo turno        | Primo turno        | Primo turno   | Primo turno | Primo turno |  |  | Secondo turno | Secondo turno | Secondo turno | Secondo turno | Secondo turno |   |   | Ultimo turno | Ultimo turno | Ultimo turno | Ultimo turno | Ultimo turno |  |
|  |                    |                    |               |             |             |  |  |               |               |               |               |               |   |   |              |              |              |              |              |  |
|  | 3                  | Alex O'Brien       | 6             | 4           | 6           |  |  |               |               |               |               |               |   |   |              |              |              |              |              |  |
|  |                    | Ignacio Hirigoyen  | 4             | 6           | 3           |  |  | 3             | Alex O'Brien  | Alex O'Brien  | 7             | 6             |   |   |              |              |              |              |              |  |
|  | K.c. Corkery       | K.c. Corkery       | K.c. Corkery  | 6           | 6           |  |  |               | K.c. Corkery  | K.c. Corkery  | 5             | 3             |   |   |              |              |              |              |              |  |
|  | Jayant Sood        | Jayant Sood        | Jayant Sood   | 1           | 3           |  |  |               |               |               |               |               |   |   | 3            | Alex O'Brien | Alex O'Brien | 3            | 3            |  |
|  | Mark Draper        | Mark Draper        | 7             | 4           | 7           |  |  |               |               | 5             | Paul Kilderry | Paul Kilderry | 6 | 6 |              |              |              |              |              |  |
|  | John-Paul Fruttero | John-Paul Fruttero | 5             | 6           | 64          |  |  |               | Mark Draper   | Mark Draper   | 4             | 0             |   |   |              |              |              |              |              |  |
|  | 5                  | Paul Kilderry      | Paul Kilderry | 6           | 7           |  |  | 5             | Paul Kilderry | Paul Kilderry | 6             | 6             |   |   |              |              |              |              |              |  |
|  |                    | Noah Newman        | Noah Newman   | 2           | 63          |  |  |               |               |               |               |               |   |   |              |              |              |              |              |  |

### Sezione 4
|  | Primo turno       | Primo turno       | Primo turno       | Primo turno | Primo turno |  |  | Secondo turno | Secondo turno     | Secondo turno     | Secondo turno | Secondo turno |   |   | Ultimo turno | Ultimo turno | Ultimo turno | Ultimo turno | Ultimo turno |  |
|  |                   |                   |                   |             |             |  |  |               |                   |                   |               |               |   |   |              |              |              |              |              |  |
|  | 4                 | Lionel Roux       | Lionel Roux       | 6           | 6           |  |  |               |                   |                   |               |               |   |   |              |              |              |              |              |  |
|  |                   | John Rom          | John Rom          | 0           | 0           |  |  | 4             | Lionel Roux       | Lionel Roux       | 6             | 6             |   |   |              |              |              |              |              |  |
|  | Brett Hansen-Dent | Brett Hansen-Dent | Brett Hansen-Dent | 6           | 6           |  |  |               | Brett Hansen-Dent | Brett Hansen-Dent | 3             | 2             |   |   |              |              |              |              |              |  |
|  | Ryan Moore        | Ryan Moore        | Ryan Moore        | 3           | 0           |  |  |               |                   |                   |               |               |   |   | 4            | Lionel Roux  | Lionel Roux  | 5            | 4            |  |
|  | Jay Gooding       | Jay Gooding       | Jay Gooding       | 6           | 6           |  |  |               |                   | 6                 | Scott Draper  | Scott Draper  | 7 | 6 |              |              |              |              |              |  |
|  | Nathaniel Jackmon | Nathaniel Jackmon | Nathaniel Jackmon | 3           | 4           |  |  |               | Jay Gooding       | Jay Gooding       | 5             | 5             |   |   |              |              |              |              |              |  |
|  | 6                 | Scott Draper      | Scott Draper      | 6           | 6           |  |  | 6             | Scott Draper      | Scott Draper      | 7             | 7             |   |   |              |              |              |              |              |  |
|  |                   | Emin Ağayev       | Emin Ağayev       | 3           | 2           |  |  |               |                   |                   |               |               |   |   |              |              |              |              |              |  |